# Dryops mesatlanticus
Dryops mesatlanticus is een keversoort uit de familie ruighaarkevers (Dryopidae). De wetenschappelijke naam van de soort werd in 1930 gepubliceerd door Peyerimhoff.